# Рейн, Николай Готлибович
Николай Готлибович Рейн (Александр Николай Юлиус фон Рейн; 2 (14) февраля 1870, Ревель — 1 (14) марта 1917, Кронштадт) — русский военно-морской деятель, контр-адмирал.

## Биография
Из потомственных дворян Эстляндской губернии. Вероисповедания лютеранского. Сын контр-адмирала Готлиба Александра Николая Христиановича (фон) Рейна и Надежды Александровны Болтиной.
17.09.1884 поступил в Морское училище. С 19.09.1887 — на действительной службе. Младший унтер-офицер (5.11.1888), фельдфебель (31.08.1889).
С 12.05 по 11.09.1890 в плавании на корвете «Скобелев». Мичман (19.09.1890), с зачислением в 1-й Черноморский флотский экипаж (в Николаеве). 2.02—22.08.1891 в плавании на мореходной канонерке «Донец». 28.10.1891 зачислен в 28-й флотский экипаж. 5.01—8.04.1892 — вахтенный офицер мореходной канонерки «Запорожец».
12.05.1892 определён на транспорт «Бомборы» производителем гидрографических работ отдельной съёмки Чёрного моря.
9.10.1893 зачислен в Минный офицерский класс, 10.09.1894 зачислен в слушатели Николаевской морской академии. Лейтенант (14.05.1896). 10.10.1896 окончил гидрографический отдел академии.
В 1897—1899 годах проходил службу минным офицером на эскадренном броненосце «Три Святителя» (14.01.1897), эскадренном броненосце «Ростислав» (1.06.1897), минном крейсере «Казарский» (2.07.1897), крейсере «Россия» (1.10.1897), на котором был в загранплавании, мореходной канонерке «Отважный» (10.01—14.05.1899).
20—29.08.1899 — вахтенный начальник миноносца № 256. С 2.10.1899 — старший минный офицер транспорта «Дунай»; 26.05.1900 зачислен в минные офицеры 1-го разряда. С 17.05.1900 — старший минный офицер эскадренного броненосца «Георгий Победоносец». С 26.03.1900 — командир 1-й роты 28-го флотского экипажа. 5.03.1901 зачислен в запас флота. 02.09.1902 вновь определён в службу, с зачислением в 10-й флотский экипаж.
Переведён на службу в Тихоокеанскую эскадру. С 20.09.1902 — минный офицер эсминца «Бурный», с 11.03.1903 — вахтенный начальник крейсера «Диана», с 1.05.1903 — минный офицер крейсера «Россия». 9.07.1903 назначен старшим минным офицером минного транспорта «Амур», с 27.12.1903 — старший минный офицер крейсера «Россия».
Участвовал в русско-японской войне. 12.04.1904, во время похода, участвовал в досмотре японского транспорта «Киншиу-Мару», на котором обнаружил вражеских солдат, после чего транспорт был потоплен. В бою 1 августа 1904 заменил убитого в начале сражения старшего офицера, капитана 2-го ранга В. И. Берлинского.
10.03.1905 командирован в Петербург в распоряжение контр-адмирала Беклемишева. 8.06.1905 назначен флагманским минным офицером штаба начальника отряда судов для охраны побережья Уссурийского края и начальником партии траления Владивостокского порта. 13.10.1905 сдал должность начальника партии траления. С 10.10.1905 — минный офицер крейсера «Алмаз» в составе Владивостокского отряда крейсеров.
С 27.02.1906 — флагманский минный офицер штаба командующего практическим отрядом обороны побережья Балтийского моря. 28.09.1906—11.05.1907 — минный офицер учебного судна «Генерал-Адмирал». Капитан 2-го ранга за отличие по службе (6.12.1906). 9.12.1906 переведён в 3-й флотский экипаж. С 5.08.1907 — временно командующий минным крейсером «Эмир Бухарский», с 1.09.1907 — командующий, с 17.12.1907 — командир эскадренного миноносца «Эмир Бухарский».
29.09.1908 зачислен в 1-й Балтийский флотский экипаж. 6.12.1908 сдал командование эсминцем. С 16.02.1909 флагманский минный офицер штаба начальника соединённых отрядов Балтийского моря, с 11.01.1910 — флагманский минный офицер штаба начальника Действующего флота Балтийского моря. Капитан 1-го ранга за отличие по службе (26.11.1910). 26.12.1910 отчислен от должности.
10.01.1911 назначен военно-морским агентом в Англию. 7.05.1913 назначен командиром линейного корабля «Цесаревич», 2.10.1913 вступил в должность. 1.04.1915 — сдал командование «Цесаревичем». 5.04.1915 стал врио начальника штаба минной обороны Балтийского моря. С 20.06.1915 — и.о., с 29.06.1915 — командующий под брейд-вымпелом отрядом заградителей Балтийского флота. Осенью 1915 на минном заградителе «Ладога» подорвался на мине у острова Утё. Контр-адмирал за отличие по службе (30.07.1916, со старшинством с 23.12.1913), с утверждением в должности. 24.06.1916 сдал отряд заградителей, 23.08.1916 отчислен от должности. С 18.10.1916 и.о., с 31.10.1916 начальник Учебного минного отряда Балтийского флота.
1 марта 1917 в Кронштадте был убит революционными матросами в ходе расправ над командным составом Балтийского флота. Приказом от 15.04.1917 исключён из списков умершим.

## Награды
- Орден Святого Станислава 3-й ст. (1.01.1901)
- Орден Святой Анны 3-й ст. с мечами и бантом («за отличную распорядительность и храбрость, проявленные во время крейсерства в Японском море и при захвате японского военного транспорта «Киншиу-Мару» (приказ Наместника № 453 от 30.05.1904, утверждён 05.07.1904)
- Орден Святого Георгия 4-й ст. («за отличную храбрость, мужество и самоотвержение, проявленные в бою Владивостокского крейсерского отряда с неприятельской эскадрой 1-го августа сего года» (18.09.1904, утверждён 27.09.1904)
- Орден Святого Станислава 2-й ст. (6.12.1907)
- Орден Святой Анны 2-й ст. (6.12.1911)
- Орден Святого Владимира 3-й ст. (1.01.1914)
- Мечи к ордену Святого Владимира 3-й ст. «за отличие в делах против неприятеля» (28.09.1915)
- Серебряная медаль в память царствования императора Александра III (1896)
- Серебряная медаль в память русско-японской войны (1906)
- Светло-бронзовая медаль в память 100-летнего юбилея Отечественной войны 1812 года (26.08.1912)
- Светло-бронзовая медаль в память 300-летнего юбилея царствования дома Романовых (06.03.1913)
- Светло-бронзовая медаль в память 200-летнего юбилея Гангутской победы (28.02.1915)

Иностранные:
- Офицерский крест ордена Почётного легиона (16.02.1909)
- Коронационная медаль Георга V (16.07.1911)
- Английский орден Виктории 3-го кл. (11.11.1913)

## Семья
Жена (16.07.1897): Татьяна Петровна Пазухина (1873—?), дочь отставного поручика гвардии
Сын: Николай (3.05.1898—?)